# Saison 1988-1989 du Stade rennais FC
Maillots
Chronologie
Saison précédente Saison suivante
La saison 1988-1989 du Stade rennais football club débute le 16 juillet 1988 avec la première journée du Championnat de France de Division 2, pour se terminer le 20 mai 1989 avec une défaite en pré-barrage synonyme de maintien en deuxième division.
Le Stade rennais FC est également engagé en Coupe de France.

## Résumé de la saison
Après une première saison réalisée avec l'objectif de bâtir pour le futur, Raymond Keruzoré entame 1988-1989 avec l'ambition de faire monter son équipe en Première division. Une ossature déjà dégagée, le recrutement est limité mais de qualité. L'évènement est le retour de l'enfant du pays, Patrick Delamontagne, devenu international depuis son départ du club en 1978, et qui est accompagné en provenance de Marseille par Jean-Christophe Cano. Thierry Goudet et Yannick Guillochon viennent pour leur part renforcer le milieu de terrain.
Dans une logique de construction de l'équipe, le club se sépare évidemment de nombreux éléments, à commencer par quelques « grands anciens », tels que Alain Doaré, Gilbert Le Goff et Dominique Marais. Plusieurs joueurs n'ayant pas convaincu l'année précédente sont également poussés au départ, comme Tlemçani (victime pour sa part de l'arrivée de van den Boogaard, alors que seuls deux étrangers sont autorisés à évoluer simultanément en match), Bridier (que le buteur néerlandais aura également poussé vers la sortie, évoluant au même poste) ou Joël Cantona.
Alors que la nouvelle saison s'annonce, l'ambition est donc de nouveau au rendez-vous, et l'instauration de la victoire à trois points incite à un regain dans le domaine offensif. Sur ce plan, la paire van den Boogaard-Laurent Delamontagne fait rapidement des ravages, bien servie par Patrick Delamontagne à la baguette. Le buteur néerlandais, arrivé en cours de saison précédente, démontre encore son efficacité avec 29 buts inscrits. Quant aux frères Delamontagne, ils ne seront pas en reste avec 35 buts à eux deux. Suffisant pour la montée ? C'est oublier bien vite le problème récurrent des matchs à l'extérieur, où le Stade rennais ne se montre une nouvelle fois pas fameux (5V-7N-5D, bien loin du bilan de 11V-2N-4D du FC Mulhouse). On note cependant que le club remporte le 17 août sa première victoire à l'extérieur en championnat depuis le... 13 septembre 1985, faisant voler en éclats la défense du SC Abbeville et mettant fin à une série de 52 matchs consécutifs sans victoire loin de la route de Lorient.
Rapidement, le Stade rennais s'installe parmi les équipes de tête du classement, se mêlant à une lutte à cinq l'opposant à Mulhouse, Brest, Nancy et Quimper. La deuxième partie de saison voit Nancy décrocher, alors que Mulhouse et Brest font le trou devant. Reste la troisième place, qualificative pour les barrages, que se disputent Rennais et Quimpérois. Au prix d'un beau combat, ce sont finalement les hommes de Raymond Keruzoré qui sortent vainqueur, et gagnent le droit de défier le Nîmes Olympique dans le tout nouveau Stade des Costières lors des pré-barrages. Mais, ne renouvelant pas sa performance de 1985, le SRFC doit s'incliner et se résoudre donc à demeurer une saison supplémentaire en D2.
Auparavant, les « Rouge et Noir » avaient également vécu un beau parcours en Coupe de France. Après avoir notamment éliminé Guingamp et Le Touquet, ils parviennent à éliminer le Matra Racing (D1) en remportant les deux manches des seizièmes de finale. Angers subit le même sort en huitièmes, mais le Stade rennais est éliminé en quarts face au futur vainqueur, l'Olympique de Marseille. Battu sèchement au Vélodrome (1 - 5) après y avoir pourtant mené 1 - 0, il arrache au retour un match nul méritoire mais insuffisant (2 - 2).

## Transferts en 1988-1989
| Nom                  | Nationalité | Provenance/Destination       |
| Arrivées             |             |                              |
| Jean-Christophe Cano | France      | Olympique de Marseille       |
| Patrick Delamontagne | France      | Olympique de Marseille       |
| Albert Falette       | France      | Angers SCO                   |
| Thierry Goudet       | France      | Brest Armorique FC           |
| Yannick Guillochon   | France      | Le Havre AC                  |
| Alain Noël           | France      | US Orléans                   |
| Départs              |             |                              |
| Philippe Barraud     | France      | Lille OSC (prêt)             |
| Éric Benoit          | France      | FC Dole                      |
| Gilles Bourges       | France      | Olympique avignonnais (prêt) |
| Jean-Michel Bridier  | France      | Matra Racing                 |
| Joël Cantona         | France      | CS Meaux                     |
| Alain Doaré          | France      | Lille OSC                    |
| Gilbert Le Goff      | France      | Stade Léonard Kreisker       |
| Dominique Marais     | France      | AS Villeurbanne              |
| Thierry Robert       | France      | AEPB La Roche-sur-Yon        |
| Gianni Sourisseau    | France      | Stade montois                |
| Djamel Tlemçani      | Algérie     | Villecresnes                 |

## L'effectif de la saison
| Poste¹ | Nat.² | Nom                   | Naissance        | Sélection³ | Championnat | Championnat | Coupe France | Coupe France | Total Saison | Total Saison |
| Poste¹ | Nat.² | Nom                   | Naissance        | Sélection³ | M           | But inscrit | M            | But inscrit  | M            | But inscrit  |
| ------ | ----- | --------------------- | ---------------- | ---------- | ----------- | ----------- | ------------ | ------------ | ------------ | ------------ |
| M      | FRA   | Michel Audrain        | 6 janvier 1961   | -          | 22          | 2           | 6            | 0            | 28           | 2            |
| D      | FRA   | Gaëtan Brusseau       | 19 août 1965     | -          | 22          | 0           | 6            | 0            | 28           | 0            |
| D      | FRA   | Jean-Christophe Cano  | 10 octobre 1967  | -          | 31          | 2           | 9            | 2            | 40           | 4            |
| A      | FRA   | Laurent Delamontagne  | 9 octobre 1965   | A'         | 33          | 13          | 9            | 5            | 42           | 18           |
| M      | FRA   | Patrick Delamontagne  | 18 juin 1957     | A          | 34          | 13          | 9            | 4            | 43           | 17           |
| D      | FRA   | François Denis        | 14 mai 1964      | -          | 26          | 0           | 8            | 0            | 34           | 0            |
| D      | FRA   | Albert Falette        | 16 mars 1962     | -          | 19          | 0           | 5            | 0            | 24           | 0            |
| A      | FRA   | Christophe Fauvel     | 11 janvier 1970  | -          | 6           | 0           | 1            | 0            | 7            | 0            |
| D      | HUN   | Imre Garaba           | 29 juillet 1959  | A          | 33          | 4           | 9            | 0            | 42           | 4            |
| M      | FRA   | Thierry Goudet        | 11 novembre 1962 | -          | 35          | 3           | 9            | 0            | 44           | 3            |
| M      | FRA   | Yannick Guillochon    | 2 juin 1960      | -          | 31          | 2           | 7            | 0            | 38           | 2            |
| M      | FRA   | Frédéric Guimard      | 12 juin 1970     | -          | 15          | 0           | 1            | 0            | 16           | 0            |
| G      | FRA   | Pierrick Hiard        | 27 avril 1955    | A          | 35          | 0           | 9            | 0            | 44           | 0            |
| M      | FRA   | Serge Le Dizet        | 27 juin 1964     | A'         | 31          | 0           | 8            | 1            | 39           | 1            |
| M      | FRA   | Yannick Le Guen       | 20 novembre 1968 | -          | 1           | 0           | 0            | 0            | 1            | 0            |
| G      | FRA   | Franck Mantaux        | 19 août 1965     | -          | 0           | 0           | 0            | 0            | 0            | 0            |
| D      | FRA   | Alain Noël            | 3 février 1964   | -          | 24          | 1           | 8            | 0            | 32           | 1            |
| M      | FRA   | Thierry Turban        | 16 juillet 1965  | -          | 5           | 0           | 2            | 0            | 7            | 0            |
| A      | NED   | Erik van den Boogaard | 19 avril 1964    | -          | 35          | 20          | 9            | 9            | 44           | 29           |

- 1 : G, Gardien de but ; D, Défenseur ; M, Milieu de terrain ; A, Attaquant
- 2 : Nationalité sportive, certains joueurs possédant une double-nationalité
- 3 : sélection la plus élevée obtenue

## Équipe-type
Il s'agit de la formation la plus courante rencontrée en championnat.

## Les rencontres de la saison

### Liste
| Match | Date         | Compétition           | Tour               | Adversaire        | Lieu ¹ | Score | Class. | Buteurs pour le Stade rennais                                                 |
| ----- | ------------ | --------------------- | ------------------ | ----------------- | ------ | ----- | ------ | ----------------------------------------------------------------------------- |
| 1     | 16 juillet   | Division 2 - Groupe A | 1                  | Créteil           | E      | 1-3   | 16     | L. Delamontagne                                                               |
| 2     | 23 juillet   | Division 2 - Groupe A | 2                  | Rouen             | D      | 2–1   | 8      | Garaba L. Delamontagne                                                        |
| 3     | 27 juillet   | Division 2 - Groupe A | 3                  | Mulhouse          | E      | 2-3   | 11     | van den Boogaard L. Delamontagne                                              |
| 4     | 30 juillet   | Division 2 - Groupe A | 4                  | Quimper           | D      | 3–1   | 7      | Goudet van den Boogaard L. Delamontagne                                       |
| 5     | 6 août       | Division 2 - Groupe A | 5                  | Reims             | E      | 0–2   | 12     |                                                                               |
| 6     | 12 août      | Division 2 - Groupe A | 6                  | Guingamp          | D      | 3-1   | 6      | van den Boogaard L. Delamontagne                                              |
| 7     | 17 août      | Division 2 - Groupe A | 7                  | Abbeville         | E      | 6-0   | 4      | van den Boogaard P. Delamontagne L. Delamontagne                              |
| 8     | 20 août      | Division 2 - Groupe A | 8                  | Valenciennes FC   | D      | 2–0   | 3      | P. Delamontagne                                                               |
| 9     | 27 août      | Division 2 - Groupe A | 9                  | Gueugnon          | E      | 2–0   | 3      | Goudet van den Boogaard                                                       |
| 10    | 3 septembre  | Division 2 - Groupe A | 10                 | Le Mans           | D      | 6–0   | 2      | Noël Garaba van den Boogaard P. Delamontagne L. Delamontagne Beunardeau (csc) |
| 11    | 9 septembre  | Division 2 - Groupe A | 11                 | La Roche-sur-Yon  | D      | 0–1   | 3      |                                                                               |
| 12    | 16 septembre | Division 2 - Groupe A | 12                 | Brest             | E      | 0-0   | 4      |                                                                               |
| 13    | 21 septembre | Division 2 - Groupe A | 13                 | Nancy             | D      | 2-1   | 3      | Cano L. Delamontagne                                                          |
| 14    | 1er octobre  | Division 2 - Groupe A | 14                 | Angers            | E      | 2–2   | 3      | van den Boogaard P. Delamontagne                                              |
| 15    | 7 octobre    | Division 2 - Groupe A | 15                 | Le Touquet        | D      | 3-1   | 3      | Garaba Audrain P. Delamontagne                                                |
| 16    | 14 octobre   | Division 2 - Groupe A | 16                 | Beauvais          | E      | 0-1   | 4      |                                                                               |
| 17    | 29 octobre   | Division 2 - Groupe A | 17                 | Dunkerque         | D      | 1-2   | 4      | L. Delamontagne                                                               |
| 18    | 5 novembre   | Division 2 - Groupe A | 18                 | Rouen             | E      | 1–1   | 4      | Audrain                                                                       |
| 19    | 12 novembre  | Division 2 - Groupe A | 19                 | Mulhouse          | D      | 1–0   | 4      | L. Delamontagne                                                               |
| 20    | 25 novembre  | Division 2 - Groupe A | 20                 | Quimper           | E      | 1–1   | 4      | van den Boogaard                                                              |
| 21    | 3 décembre   | Division 2 - Groupe A | 21                 | Reims             | D      | 1-0   | 4      | van den Boogaard                                                              |
| 22    | 10 décembre  | Division 2 - Groupe A | 22                 | Guingamp          | E      | 1–0   | 4      | L. Delamontagne                                                               |
| 23    | 17 décembre  | Coupe de France       | 7e tour            | Tours (D3)        | E      | 4-2   | 4-2    | P. Delamontagne van den Boogaard L. Delamontagne                              |
| 24    | 4 février    | Coupe de France       | 8e tour            | Guingamp          | E      | 3-1   | 3-1    | Cano P. Delamontagne van den Boogaard                                         |
| 25    | 11 février   | Division 2 - Groupe A | 23                 | Abbeville         | D      | 1–0   | 3      | Cano                                                                          |
| 26    | 18 février   | Division 2 - Groupe A | 24                 | Valenciennes FC   | E      | 1-1   | 4      | van den Boogaard                                                              |
| 27    | 22 février   | Division 2 - Groupe A | 25                 | Gueugnon          | D      | 2–1   | 4      | P. Delamontagne                                                               |
| 28    | 25 février   | Coupe de France       | 1/32 finale        | Le Touquet        | N      | 4-0   | 4-0    | P. Delamontagne Le Dizet L. Delamontagne                                      |
| 29    | 4 mars       | Division 2 - Groupe A | 26                 | Le Mans           | E      | 5-0   | 4      | Garaba van den Boogaard P. Delamontagne L. Delamontagne                       |
| 30    | 11 mars      | Division 2 - Groupe A | 27                 | La Roche-sur-Yon  | E      | 0–0   | 3      |                                                                               |
| 31    | 18 mars      | Division 2 - Groupe A | 28                 | Brest             | D      | 2-2   | 3      | van den Boogaard                                                              |
| 32    | 22 mars      | Coupe de France       | 1/16 finale aller  | Matra Racing (D1) | E      | 1-0   | 1-0    | van den Boogaard                                                              |
| 33    | 25 mars      | Division 2 - Groupe A | 29                 | Nancy             | E      | 0–0   | 4      |                                                                               |
| 34    | 29 mars      | Coupe de France       | 1/16 finale retour | Matra Racing (D1) | D      | 2-1   | 2-1    | van den Boogaard                                                              |
| 35    | 1er avril    | Division 2 - Groupe A | 30                 | Angers            | D      | 2-1   | 4      | van den Boogaard                                                              |
| 36    | 8 avril      | Coupe de France       | 1/8 finale aller   | Angers            | D      | 1-0   | 1-0    | van den Boogaard                                                              |
| 37    | 12 avril     | Division 2 - Groupe A | 31                 | Le Touquet        | E      | 3–1   | 4      | Guillochon van den Boogaard                                                   |
| 38    | 15 avril     | Coupe de France       | 1/8 finale retour  | Angers            | E      | 3-1   | 3-1    | Cano van den Boogaard L. Delamontagne                                         |
| 39    | 22 avril     | Division 2 - Groupe A | 32                 | Beauvais          | D      | 3–0   | 3      | Guillochon van den Boogaard L. Delamontagne                                   |
| 40    | 2 mai        | Coupe de France       | 1/4 finale aller   | Marseille (D1)    | E      | 1-5   | 1-5    | van den Boogaard                                                              |
| 41    | 6 mai        | Division 2 - Groupe A | 33                 | Dunkerque         | E      | 0–1   | 3      |                                                                               |
| 42    | 9 mai        | Coupe de France       | 1/4 finale retour  | Marseille (D1)    | D      | 2-2   | 2-2    | van den Boogaard L. Delamontagne                                              |
| 43    | 13 mai       | Division 2 - Groupe A | 34                 | Créteil           | D      | 2–0   | 3      | Goudet P. Delamontagne                                                        |
| 44    | 20 mai       | Pré-Barrage D2        | Pré-Barrage D2     | Nîmes             | E      | 0–1   | 0–1    |                                                                               |

- 1 N : terrain neutre ; D : à domicile ; E : à l'extérieur ; drapeau : pays du lieu du match international

## Bilan des compétitions
| Compétition     | Vainqueur final        | Débute au tour | Place ou tour final | Première rencontre | Dernière rencontre | Nombre |
| --------------- | ---------------------- | -------------- | ------------------- | ------------------ | ------------------ | ------ |
| Division 2      | Olympique lyonnais     | 1re journée    | 3e du Groupe A      | 16 juillet 1988    | 20 mai 1989        | 35     |
| Coupe de France | Olympique de Marseille | 7e tour        | 1/4 de finale       | 17 décembre 1988   | 9 mai 1989         | 9      |

### Division 2 - Groupe A

#### Classement
| Rang | Équipe   | Pts | J  | G  | N  | P  | Bp | Bc | Diff |
| ---- | -------- | --- | -- | -- | -- | -- | -- | -- | ---- |
| 1    | Mulhouse | 76  | 34 | 24 | 4  | 6  | 66 | 28 | +38  |
| 2    | Brest    | 75  | 34 | 22 | 9  | 3  | 62 | 24 | +38  |
| 3    | Rennes   | 65  | 34 | 19 | 8  | 7  | 61 | 28 | +33  |
| 4    | Quimper  | 65  | 34 | 19 | 8  | 7  | 55 | 29 | +26  |
| 5    | Nancy    | 59  | 34 | 18 | 5  | 11 | 52 | 36 | +16  |
| 6    | Guingamp | 45  | 34 | 11 | 12 | 11 | 51 | 52 | -1   |

#### Résultats
| Total | Total | Total | Total | Total | Total | Total | Total | Domicile | Domicile | Domicile | Domicile | Domicile | Domicile | Extérieur | Extérieur | Extérieur | Extérieur | Extérieur | Extérieur |
| J     | G     | N     | P     | Bp    | Bc    | Diff  | Pts   | G        | N        | P        | Bp       | Bc       | Diff     | G         | N         | P         | Bp        | Bc        | Diff      |
| ----- | ----- | ----- | ----- | ----- | ----- | ----- | ----- | -------- | -------- | -------- | -------- | -------- | -------- | --------- | --------- | --------- | --------- | --------- | --------- |
| 34    | 19    | 8     | 7     | 61    | 28    | +33   | 65    | 14       | 1        | 2        | 36       | 12       | +24      | 5         | 7         | 5         | 25        | 16        | +9        |

#### Résultats par journée
| Journée   | 01 | 02 | 03 | 04 | 05 | 06 | 07 | 08 | 09 | 10 | 11 | 12 | 13 | 14 | 15 | 16 | 17 | 18 | 19 | 20 | 21 | 22 | 23 | 24 | 25 | 26 | 27 | 28 | 29 | 30 | 31 | 32 | 33 | 34 |
| --------- | -- | -- | -- | -- | -- | -- | -- | -- | -- | -- | -- | -- | -- | -- | -- | -- | -- | -- | -- | -- | -- | -- | -- | -- | -- | -- | -- | -- | -- | -- | -- | -- | -- | -- |
| Terrain   | E  | D  | E  | D  | E  | D  | E  | D  | E  | D  | D  | E  | D  | E  | D  | E  | D  | E  | D  | E  | D  | E  | D  | E  | D  | E  | E  | D  | E  | D  | E  | D  | E  | D  |
| Résultats | D  | V  | D  | V  | D  | V  | V  | V  | V  | V  | D  | N  | V  | N  | V  | D  | D  | N  | V  | N  | V  | V  | V  | N  | V  | V  | N  | N  | N  | V  | V  | V  | D  | V  |
| Points    | 0  | 3  | 3  | 6  | 6  | 9  | 12 | 15 | 18 | 21 | 21 | 22 | 25 | 26 | 29 | 29 | 29 | 30 | 33 | 34 | 37 | 40 | 43 | 44 | 47 | 50 | 51 | 52 | 53 | 56 | 59 | 62 | 62 | 65 |
| Place     | 16 | 8  | 11 | 7  | 12 | 6  | 4  | 3  | 3  | 2  | 3  | 4  | 3  | 3  | 3  | 4  | 4  | 4  | 4  | 4  | 4  | 4  | 3  | 4  | 4  | 4  | 3  | 3  | 4  | 4  | 4  | 3  | 3  | 3  |

Source : Liste des rencontres

Terrain : D = Domicile ; E = Extérieur. Résultat: D = Défaite ; N = Nul ; V = Victoire.